# Бугојанска група
Бугојанска група је назив за 19 припадника хрватске екстремне емигрантске организације Хрватско револуционарно братство (ХРБ) који су у лето 1972. године ушли на територију тадашње Југославије с циљем дизања устанка који би срушио ту државу, односно обновио НДХ. Акција Бугојанске групе била је позната под шифром Операција Феникс, док су југословенске власти акцију њене ликвидацији називале Операција Радуша 72.
Након гушења Хрватског прољећа, ХРБ је веровало да у Хрватској постоје политичка клима повољна за подизање оружане побуне. Група је веровала да је антикомунистичко расположење довољно јако да је довољно само њихово присуство да се подигне устанак.Након кратких припрема, ХРБ је организовало своје особље и прикупило оружје и новац за подизање побуне. Већина бораца и новца је дошла из Аустралије, док је војна обука извршена у Западној Немачкој. Након кратких припрема у Аустрији, акција је започела је 20. јуна 1972. када је група прешла тадашњу аустријско-југословенску границу код Дравограда, а неколико дана касније група је дошла на предвиђену локацију на подручју планине Радуше у централној Босни. Служба државне безбедности је пратила групу све до уласка у Југославију, када јој се изгубио траг, јер је група одлучила да се не састане са везом, већ да отме камион и да се њиме пребаци на терен.
Међутим, готово одмах је Бугојанска група постала предмет опсежне сигурносне операције тадашњих југословенских власти. До 25. јуна група се први пут сукобила са милицијом, а затим и са јединицама југословенске Територијалне одбране. Уз помоћ доушника снаге безбедности су до 24. јула ликвидирале ову групу, која тако није успела у својој мисији. Све мете Бугојанске групе били су цивили и цивилна инфраструктура. Према службеним подацима југословенских власти, 15 припадника Бугојанске групе је погинуло у оружаним окршајима, а четворица су заробљени и одведени на Војни суд у Сарајеву где су осуђени на смрт, а само је један - Лудвиг Павловић - осуђен на 20 година затвора јер је био малолетан. Погинуло је тринаест припадника ЈНА, Територијалне одбране и милиције.
Како се упад усташке групе терориста десио убрзо након стишавања Хрватског прољећа у децембру 1971, овај догађај је добио публицитет и изван граница Југославије.

## Позадина
Усташка емиграција своје коријене води из доба када је Анте Павелић у Загребу основао Хрватски усташки покрет 7. јануара 1929, а десет дана касније побјегао у Аустрију 17. јануара 1929. Пет година касније, активности усташке емиграције су кулминирале 9. октобра 1934. у убиству краља Александра I Карађорђевића, у коме је учествовао и сам Анте Павелић. Активности усташке емиграције су се појачавале све до 1941. године, након чега Анте Павелић заједно са њемачким окупационим трупама улази у Краљевину Југославију и 10. априла 1941. у Загребу проглашава Независну Државу Хрватску. Тада је престала активност усташке емиграције чији припадници су заузели највише положаје у НДХ, све до коначног пораза НДХ 1945. када се усташе повлаче у емиграцију и своје активности за обнову НДХ и против друге Југославије настављају из иностранства.
Озна и њена наследница, Служба државне безбедности успешно су зауставили неколико покушаја проусташке емиграције подизањем устанака да дестабилизују послератну Југославију, надајући се да ће им помоћи антикомунистички кругови међу западним Савезницима. Најпознатији подухват била је операција 10. травањ, после које је Удба ухапсила Божидара Каврана, Љубе Милоша и Анту Врбана.
Хрватско револуционарно братство (ХРБ) је била проусташка терористичка организација коју су основане хрватске усташе у емиграцији, односно усташе које су успјеле да путем пацовских канала пребјегну 1945. у Аустрију и Италију, или су након реформације усташа успјели да напусте СФРЈ, и придруже се усташкој емиграцији. Хрватско револуционарно братство је било активно од почетка 1960их до септембра 1986. или 1988. године, након чега долази до повратка усташке емиграције у СФРЈ. Ово је била најекстремнија и најактивнија организација која је извршила педесет одсто свих терористичких и диверзантских напада на Југославију. Хрватско револуционарно братство је у својим терористичким акцијама убило 53 и ранило 118 лица.

## Акција Феникс
Након гушења Хрватског прољећа у децембру 1971. године од стране југословенских власти, припадници Хрватског револуционарног братства су вјеровали да су се у Југославији створили услови за подизање устанка и обнову Независне Државе Хрватске. Они су на основу захтева Маспоковаца вјеровали да међу хрватском народом влада довољно јако антијугословенско расположење и да је дошло вријеме за оружану побуну против Југославије.
Припадници усташке терористичке групе Хрватско револуционарно братство су 1971. из Аустралије кренули у Европу, гдје су извршили припреме за упад у Југославију. Већина бораца и новца дошла је из Аустралије, док је војна опрема била набављена у Западној Њемачкој. Кратке завршне припреме биле су у кампу Гаранасу у Аустрији, уз аустријско-југословенску границу. Ту су се окупила двадесет три бораца. Аустријска је полиција ухапсила Франу Перичића и Стипу Црногорца, а од акције је одустао Марко Логарушић. Четврти из кампа који није отишао у акцију био је Марко Мудроња који је само био логистичка потпора и није био предвиђен за акцију. У самој акцији је требало да учествују још неки људи који су из разних разлога били спријечени или су сами одустали. У акцији је требало да учествује и главни секретар ХРБ-а Јосип Сенић, кога је вероватно Служба државне безбедности ликвидирала три мјесеца раније. Припадници Бугојанске групе који су кренулу акцију Феникс били су: Амброзије Андрић, Адолф Андрић, Павао Вегар, Илија Главаш, Ђуро Хорват, Вејсил Кешкић, Виктор Канцијанић (Коцијанчић), Петар Бакула, Лудвиг Павловић, Мирко Власновић, Илија Ловрић, Филип Бешлић, Стипе Љубас, Владо Милетић, Винко Кнез, Иван Прлић, Никола Антунац, Вилим Ершек и Видак Бунтић. Као циљ је одабран планински предео централне Босне, дијелом због својих географских одлика, а дијелом јер га је претежно насељавало хрватско становништво и што својим јужним ободом се наслања на западну Херцеговину, насељену скоро искључиво хрватским становништвом.
У Аустрији их је сачекала помоћ за илегални прелаз преко границе. Након кратких припрема илегално су се 20. јуна 1972. пребацили преко границе код Дравограда. У околини Марибора су зауставили камион Раденске и наредили возачу Францу Хрибернику да их вози ка Бугојну. Искрцали су се из камиона 22. јуна у Грачаници, између Бугојна и Горњег Вакуфа и пустили возача, а затим су отишли у село Лужани, одакле је поријеклом био Илија Главаш. Ту су у капелици положили заклетву и упутили се на планину Радушу.
У међувремену, возач камиона је пријавио милицији да је наоружана група ушла у Југославију. Акцијом југословенских снага безбедности на терену руководио је Фрањо Херљевић. Југославија у то вријеме није имала посебне јединице за обрачун са убаченим групама, већ се ослањала на доктрину општенародне одбране и мобилизоване резервисте Територијалне одбране. На Радушу је упућена чета војне полиције, чета милиције и неколико хиљада припадника Територијалне одбране из Сарајева.
Први сукоб усташких терориста са југословенском милицијом се десио 25. јуна 1972, а убрзо након тога и сукоб са ЈНА. Први контакти убачених емиграната са становништвом су их потпуно разувјерили о стању у Југославији. Локално становништво им није пружало гостопримство и није им се придружило, а локалне јединице територијалне одбране су масовно кренуле у потрагу за њима. Због тога је дошло до раскола у групи.
Први сукоб убачена група имала је са патролом војне полиције 26. јуна 1972. Патрола ВП је видела групу на ивици шуме и кренула у јуриш, а терористи су се повукли у шуму и запуцали. Капетан Милош Поповић је појурио за њима и настрадао, као и његов војник пратилац Бранко Блечић. Са друге стране је страдао вођа групе Адолф Андрић, а тројица су побегла, одвојила се од групе, налетела на патролу милиције и Територијалне одбране и погинула. Настрадао је и коњ на коме је група носила део опреме.
Преостали припадници групе су се склонили испред једне пећине у рејону Буковца. Испред пећине је била чистина од 60-80 метара. Један водник милиције је предвече пришао да извиди, али је био убијен пригушеном пушком. Терориста који је кренуо по његов аутомат је открио присуство чете ТО, која га је убила и кренула у напад на пећину преко чистине. Напад је одбијен, а рањене нису могли извући. Ујутру је поновљен напад, али су се терористи под окриљем ноћи извукли. Том приликом је погинуло 7 припадника ТО, 8 рањено, после чега је још један преминуо. Фронтални напад нити је уродио плодом, нити је јединица успела да блокира терористе у пећини. Фениксовци су се раштркали и почели тражити склониште код локалног становништва. Међутим, локално становништво, чак и неки свештеници, их је предавало милицији.
Пошто су у Босни претрпјели неуспјех, припадници Бугојанске групе су побегли све до Сиња и Имотског. Терористи су бежали потерама скоро месец дана, али како нису имали базе и подршке, врло брзо су подлегали ранама или изнемоглости, те били хватани или ликвидирани док су покушавали да се извуку. Укупно је убијено 15 припадника групе, док су четворица заробљена.

## Епилог
Ухваћена су четири припадника бугојанске групе: Ђуро Хорват, Вејсил Кешкић, Мирко Власновић и Лудвиг Павловић. Њима је суђено пред Војним судом у Сарајеву од 11. до 21. новембра 1972. Сва четворица су осуђена на смрт, али је смртна казна Лудвигу Павловићу замењена двадесетогодишњим затвором због малолетности. Хорват, Кешкић и Власновић су стрељани 17. марта 1973. у касарни војне полиције у Раковици, док је Павловић одлежао скоро цијели затворски рок у Сремској Митровици. Након увођења вишестраначја у Југославији, ново руководство Хрватске састављено од чланова ХДЗ је издејствовало премештање Павловића у Хрватску. Пуштен је 1991. и одмах се прикључио хрватским паравојним јединицама. Убијен је под нејасним околностима исте године у западној Херцеговини. Међу хрватским десничарима, поготово у БиХ, припадници Бугојанске групе се сматрају херојима и мученицима, а по Лудвигу Павловићу је за вријеме рата у БиХ названо неколико јединица ХВО.
Чињеница да су највећи број погинулих Југословена и припадника ангажованих снага безбедности чинили Хрвати, произвео је контраефекат и идеологију братства и јединства показао оправданом. Ипак, догађај је подстакао југословенски врх да оснују посебне антитерористичке јединице у милицији и ЈНА. Председник СФРЈ Јосип Броз Тито је одликовао 389 лица из Босне и Херцеговине и Хрватске за учешће у ликвидацији Бугојанске групе.
Акција Бугојанске групе је изазвала велики публицитет у СФРЈ, односно тадашње власти су је искористиле у пропагандне сврхе. Ђорђе Личина је написао књигу Двадесети човјек. Године 1985. је по тој књизи мини ТВ серија Брисани простор ТВ Сарајево у којој је приказана припрема усташке групе у Западној Њемачкој, затим боравак у Аустрији, пребацивање преко границе у Југославију, као и сама операција „Радуша 72“, све до ликвидације и хапшења усташке групе.

## Погинули припадници ЈНА и ТО
- Милош Поповић, капетан ЈНА
- Бранко Блечић, војник ЈНА
- Лука Бошњак, милиционер из Прозора
- Касим Алијагић
- Маријан Брадић
- Исмет Чолић
- Ахмо Гелић
- Фрањо Иванда
- Стјепан Радић
- Милан Сабљић
- Бранко Љубичић
- Фрањо Грбешић
- Миле Одак

### Новински чланци
- Kuljiš, Denis (14. 8. 2010). „Teroristi ili borci za slobodu Hrvatske”. Jutarnji list. Приступљено 25. 8. 2014.
- Vasić, Miloš (22. 8. 2013). „Hrvatska teroristička emigracija i Udba: Igra senki”. Vreme. Приступљено 25. 8. 2014.